# Équipe d'Argentine de futsal FIFA
Ne doit pas être confondu avec Équipe d'Argentine de futsal AMF.
Maillots
L'équipe d'Argentine de futsal FIFA est la sélection de joueurs argentins représentant le pays lors des compétitions internationales de futsal masculin, sous l'égide de l'Asociación del Fútbol Argentino.
La sélection argentine est, avec l'Espagne et le Brésil, l'une des trois sélections à avoir remporté la compétition internationale la plus importante, la Coupe du monde de futsal FIFA, remportée en 2016. Elle dispute aussi et perd la finale mondiale en 2021 battue par le Portugal. Au niveau continental, elle compte trois victoires en Copa América de futsal.
La sélection argentine est surnommée l'Albiceleste, en référence aux couleurs (bandes blanches et bleues ciel) du drapeau national et du maillot de l'équipe nationale qui comporte trois étoiles, signalant les trois titres en Coupe du monde de football.

## Histoire

### Débuts (années 1990)
Le parcours de l'équipe argentine de futsal masculin commence avec la participation au troisième Tournoi de futsal de la FIFA, organisé au Brésil en 1987. L'Argentine termine à la troisième place du groupe A aux côtés des locaux, de la Belgique, du Chili et du Portugal.
Le premier tournoi majeur de l'équipe de futsal d'Argentine est la Coupe du monde 1989, aux Pays-Bas. Elle fait partie du groupe C et affronte la Belgique (défaite 1-3), le Canada (victoire 3-1) et le Japon (victoire 2-1), terminant en la deuxième place et se qualifiant ainsi pour la deuxième phase de groupe du tournoi. Tombé dans le Groupe 2 avec le Brésil (3-6), les États-Unis (1-3) et le Paraguay (3-4), l'Argentine connaît trois défaites et est éliminée.
En juin 1992, l'équipe dispute la première édition du Championnat de futsal de la CONMEBOL, au Brésil, qualificatif pour la Coupe du monde jouée en fin d'année. L'équipe termine à la deuxième place de ce tournoi où chacun s'affronte, battue d'entrée par le pays hôte, le Brésil (0-4), avant un nul contre le Paraguay (1-1) et une victoire contre l'Équateur (5-1). Qualifiée, l'Argentine participe à sa deuxième Coupe du monde, à Hong Kong. Dans le groupe A avec l'équipe hôte (2-1), le Nigeria (6-2) et la Pologne (3-2), trois victoires en autant de matchs qualifient pour le deuxième tour. À l'inverse, trois revers contre les équipes du Brésil (1-5), des États-Unis (3-6) et des Pays-Bas (1-4), éliminent l'équipe argentine au second tour.
En 1995 à São Paulo, l'Argentine est de nouveau deuxième de la Taça América, devancée par le Brésil.
En avril 1996, l'Argentine remporte le match pour la troisième place du Championnat de la CONMEBOL 1996, qualificative pour la Coupe du monde en Espagne en fin d'année. Au Mondial, l'équipe est éliminée dès le premier tour, son plus mauvais résultat en Coupe du monde.
Chaque année, de 1997 à 2000, la Taça América est au programme. L'équipe d'Argentine atteint deux finales perdues face au Brésil en 1997 et en 2000, une troisième place en 1999 et une quatrième place en 1998, le plus mauvais résultat de l'équipe en Copa América.
En 2000 lors de la Coupe du monde au Guatemala, l'équipe est de nouveau éliminée au second tour.

### Premiers titres (années 2000)
En 2003, l'équipe d'Argentine remporte sa première Copa América et met ainsi fin à sept victoires consécutives du Brésil.
Lors de la Coupe du monde de 2004 à Taïwan, l'équipe argentine arrive jusqu'en demi-finale, mais s'incline tout comme lors du match pour la troisième place face à son éternel rival brésilien (7-4) et finit au pied du podium.
En 2007, l'Albiceleste remporte la médaille d'argent aux Jeux panaméricains, vaincu en finale contre le Brésil.
En 2008, l'Argentine termine troisième de la Copa América puis est éliminée au second tour de la Coupe du monde.

### Sacre mondial (années 2010)
En 2011, l'Albiceleste perd sa cinquième finale de Copa América, face au Brésil (5-1).
En 2012, l'Argentine remporte les éliminatoires sud-américains pour la Coupe du monde. En Thaïlande, l'Argentine termine deuxième de son groupe derrière l'Italie. Elle vainc ensuite la Serbie en huitième de finale et affronte le Brésil pour les quarts.
En 2014, l'équipe remporte la médaille d'argent aux Jeux sud-américains, remporte la Coupe des Nations en finale contre le Brésil, et gagne la troisième édition de la Coupe continentale en finale contre la République tchèque.
En 2015, lors de la Copa América en Équateur, l'Argentine soulève son deuxième trophée continental face au Paraguay (4-1).
En 2016, lors de la Coupe du monde 2016 en Colombie, l'Argentine est placée dans le groupe E aux côtés du Kazakhstan (1-0), des Îles Salomon (7-3) et du Costa Rica (2-2) et accède au tour suivant. En huitièmes de finale, les Argentins battent l'Ukraine (1-0) après prolongation, puis battent largement l’Égypte (5-0) en quarts de finale. Dans le dernier carré, l'Albiceleste se hisse pour la première fois de son histoire en finale du Mondial, tout comme son futur adversaire russe, en éliminant le favoris portugais (5-2). Avec une victoire 5-4, l'Argentine devient seulement la troisième nation championne du monde (après le Brésil et l'Espagne). Nicolas Sarmiento est élu meilleur gardien de la compétition et Fernando Wilhelm meilleur joueur.
L'année suivante, les Argentins se hissent jusqu'en finale de la Copa América, mais ne peuvent empêcher le dixième sacre du Brésil dans ce tournoi.

### Maintien au plus haut niveau (années 2020)
En septembre 2021, équipe la plus âgée du tournoi et louée pour sa défense, l'Argentine se donne le droit de défendre son titre mondial, après avoir écarté son meilleur ennemi brésilien en demi-finale (2-1). Malgré le soutien de Lionel Messi, le Portugal bat l'Argentine (2-1) en finale de la neuvième Coupe du monde.
L'Argentine remporte la Copa América 2022. Cette victoire continentale lui permet de disputer la Finalissima de futsal au Parque Roca à Buenos Aires en septembre 2022. À domicile, l'Argentine s'incline en demi-finale contre l'Espagne (0-3) puis se fait surprendre par le Paraguay dans le match pour la troisième place (2-3).

## Palmarès

### Titres et trophées
| Compétitions mondiales | Compétitions continentales |
| --- | --- |
| - Coupe du monde FIFA (1) - Champion : 2016 - Finaliste : 2021, 2024 - Quatrième : 2004 - Coupe des confédérations (1) - Vainqueur : 2014 - Grand Prix - Deuxième : 2008 - Troisième : 2005, 2007 et 2011 - Finalissima - Quatrième : 2022 | - Copa América (3) - Vainqueur : 2003, 2015 et 2022 - Finaliste : 1992, 1995, 1997, 2000, 2011, 2017 et 2024 - Troisième : 1996, 1999 et 2008 - Quatrième : 1998 - Éliminatoires de la Coupe du monde - zone AmSud (2) - Vainqueur : 2012 et 2020 - Deuxième : 2016 - Jeux panaméricains - Deuxième : 2007 - Jeux sud-américains (1) - Vainqueur : 2022 - Deuxième : 2002 et 2014 - Troisième : 2006 et 2018 |

### Parcours par compétition

#### Coupe du monde FIFA
| Année | Résultat                 | J  | V  | N | D  | Bp  | Bc  |
| ----- | ------------------------ | -- | -- | - | -- | --- | --- |
| 1989  | 2d tour                  | 6  | 2  | 0 | 4  | 13  | 18  |
| 1992  | 2d tour                  | 6  | 3  | 0 | 3  | 16  | 20  |
| 1996  | 1er tour                 | 3  | 1  | 1 | 1  | 7   | 9   |
| 2000  | 2d tour                  | 6  | 3  | 0 | 3  | 16  | 19  |
| 2004  | Quatrième place          | 8  | 4  | 1 | 3  | 21  | 18  |
| 2008  | 2d tour                  | 7  | 3  | 3 | 1  | 19  | 12  |
| 2012  | Quart de finale          | 5  | 3  | 0 | 2  | 18  | 9   |
| 2016  | Vainqueur                | 7  | 6  | 1 | 0  | 26  | 11  |
| 2021  | Finaliste                | 7  | 5  | 1 | 1  | 27  | 8   |
| 2024  | Finaliste                | 7  | 6  | 0 | 1  | 30  | 12  |
| Total | 10 participations sur 10 | 62 | 36 | 7 | 19 | 193 | 136 |

#### Copa América
| Année | Résultat                 | J  | V  | N  | D  | Bp  | Bc  |
| ----- | ------------------------ | -- | -- | -- | -- | --- | --- |
| 1992  | Finaliste                | 3  | 1  | 1  | 1  | 6   | 6   |
| 1995  | Finaliste                | 3  | 2  | 0  | 1  | 11  | 9   |
| 1996  | Troisième place          | 4  | 1  | 2  | 1  | 5   | 10  |
| 1997  | Finaliste                | 4  | 2  | 0  | 2  | 11  | 16  |
| 1998  | Quatrième place          | 3  | 0  | 0  | 3  | 4   | 8   |
| 1999  | Troisième place          | 3  | 1  | 0  | 2  | 6   | 11  |
| 2000  | Finaliste                | 4  | 3  | 0  | 1  | 9   | 11  |
| 2003  | Vainqueur                | 5  | 4  | 1  | 0  | 21  | 9   |
| 2008  | Troisième place          | 4  | 3  | 0  | 1  | 10  | 8   |
| 2011  | Finaliste                | 5  | 3  | 1  | 1  | 20  | 11  |
| 2015  | Vainqueur                | 6  | 3  | 2  | 1  | 20  | 11  |
| 2017  | Finaliste                | 6  | 4  | 1  | 1  | 26  | 9   |
| 2022  | Vainqueur                | 6  | 4  | 2  | 0  | 16  | 9   |
| 2024  | Finaliste                | 6  | 4  | 0  | 2  | 12  | 7   |
| Total | 14 participations sur 14 | 62 | 35 | 10 | 17 | 177 | 135 |

## Personnalités notables

### Sélectionneurs
1. Vicente De Luise
2. Fernando Larrañaga (it) (1994-2013)
3. Fabián López (it) (2008 intérim, assistant 1994-2010)
4. Diego Giustozzi (it) (2014-2018)
5. Matías Lucuix (it) (depuis 2018)

### Joueurs remarquables
Sacré champion du monde 2016, Nicolás Sarmiento et Fernando Wilhelm reçoivent respectivement les récompenses individuelles de meilleur gardien de but de but et meilleur joueur du tournoi. Au terme du tournoi suivant, en 2021, Sarmiento se voit désigner meilleur portier du tournoi pour la seconde fois consécutive (première fois de l'histoire).
En 2020, la section futsal de Boca Juniors et le Club Pinocho fournissent la plupart des meilleurs joueurs de l’équipe nationale d’Argentine AFA et son sélectionneur Lucuix.

## Autres sélections

### Jeunes
- Jeux olympiques de la jeunesse
  - Quatrième : 2018

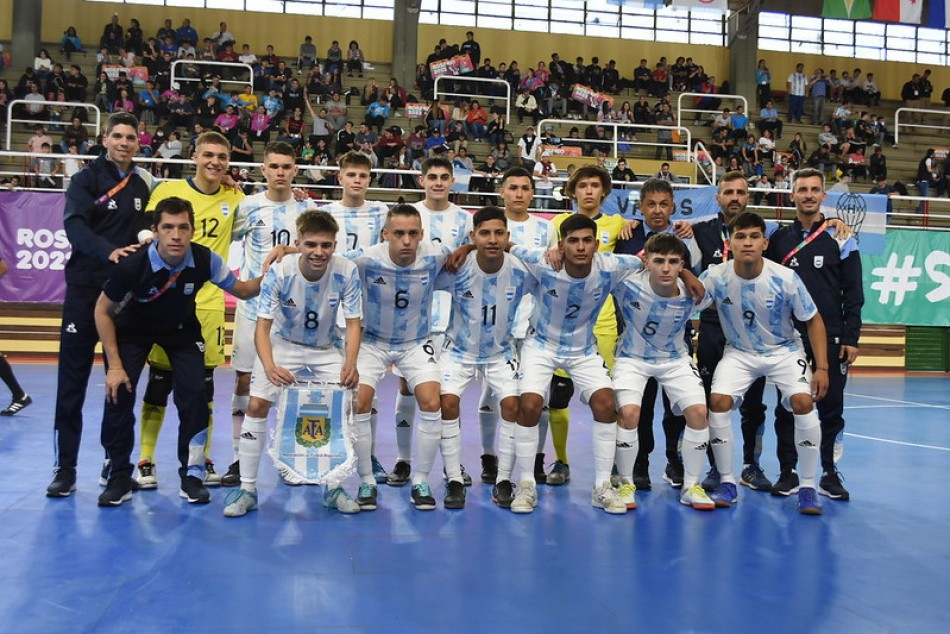
L'équipe d'Argentine aux Jeux sud-américains de la jeunesse de 2022.

- Championnat sud-américain -20 ans (1)
  - Champion : 2016
  - Finaliste : 2006, 2008, 2018 et 2022
  - Troisième : 2010, 2013 et 2014
- Championnat sud-américain -17 ans (1)
  - Champion : 2022
  - Finaliste : 2016 et 2018